# Konkathedrale Santa María (Castellón)

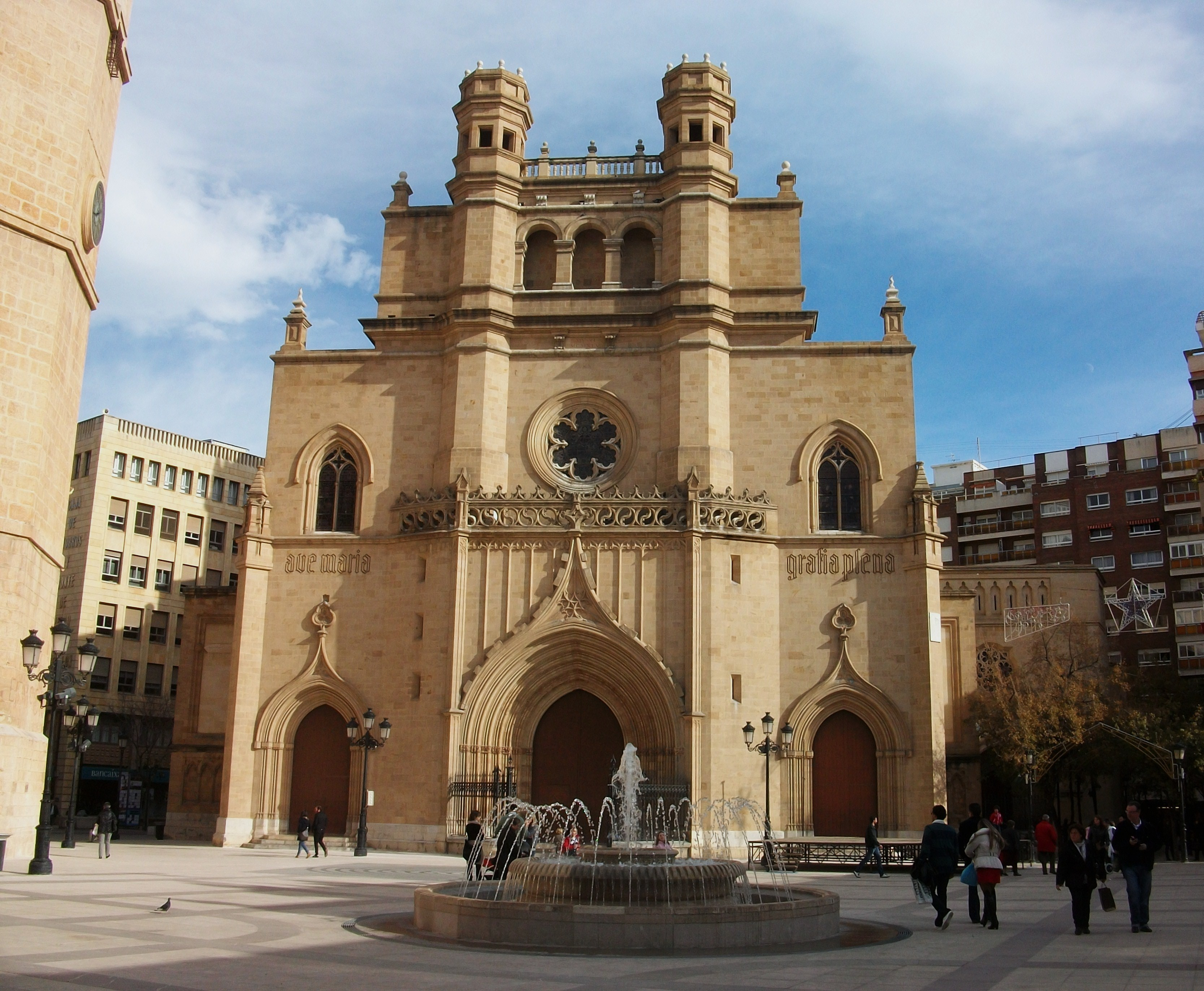
Gotische Hauptfassade der Konkathedrale Santa María

Die Konkathedrale Santa María (valencianisch Cocatedral de Santa Maria, spanisch Concatedral de Santa María) ist ein Kirchengebäude in der spanischen Mittelmeerstadt Castellón de la Plana. Sie ist Konkathedrale des Bistums Segorbe-Castellón de la Plana.

## Lage
Die Konkathedrale Santa María liegt direkt am Hauptplatz (spanisch: Plaça Major)  im Stadtzentrum von Castellón de la Plana. Der Glockenturm El Fadrí steht baulich getrennt wenige Meter nordwestlich von der Konkathedrale. Gegenüber der Konkathedrale am westlichen Ende des Platzes liegt das Rathaus der Stadt. Wenige Meter südwestlich am Hauptplatz liegt die zentrale Markthalle der Stadt. Östlich grenzt die Konkathedrale an den Platz Plaça de Cardona Vives.

## Geschichte
Die Konkathedrale blickt auf eine sehr wechselhafte Geschichte zurück. Die erste Bau wurde an gleicher Stelle im 13. Jahrhundert errichtet und später durch einen Brand zerstört. Im 15. Jahrhundert wurde die Kirche gotisch wieder aufgebaut und 1549 vom Baumeister Miguel García de Segorbe fertiggestellt.
1931 wurde der Bau zu einem nationalen historischen Denkmal erklärt, jedoch wenige Jahre später in den ersten Tagen des Spanischen Bürgerkrieges 1936 abgebrannt. Der Wiederaufbau des Gebäudes wurde unmittelbar begonnen, allerdings wurde die Kirche nach wenigen Monaten erneut zerstört. 1939 begann die Rekonstruktion der Kirche im Stil der Neugotik. Der Neuentwurf stammte von dem Architekten Vicente Traver Tomás. Die Arbeiten konnten erst 1999 vollständig abgeschlossen werden.
Seit 1960 wurde die Kirche Santa María durch ein Dekret von Papst Johannes XXIII zur Konkathedrale des Bistums Segorbe-Castellón de la Plana erhoben.

## Architektur
Die Konkathedrale Santa María besitzt eine Apsis und hat als Grundriss die Form eines lateinischen Kreuzes. Das Langhaus besteht aus einem Mittelschiff mit achteckigen Pfeilern und zwei Seitenschiffen. Die Kirchenschiffe besitzen ein Rippengewölbe. Über der Vierung befindet sich eine Kuppel. Die Konkathedrale besitzt einen kleinen Kreuzgang der südwestlich an das Querhaus anschließt.
Die gotische Hauptfassade des Vorgängerbaus zum Hauptplatz hin, Teile zweier weiterer Portale und Gemälde der Vorgängerkirche sind noch erhalten.

## Galerie

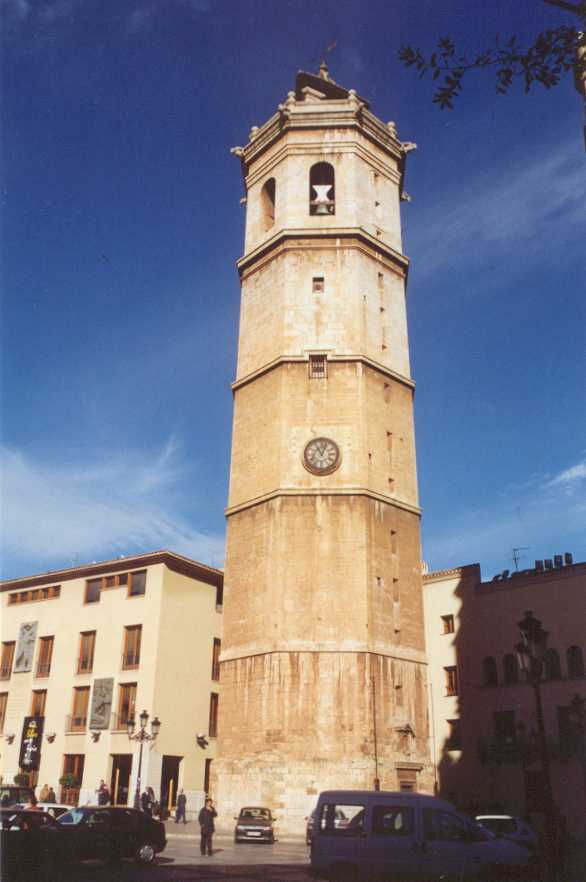
El Fadrí, Glockenturm der Konkathedrale und Wahrzeichen der Stadt
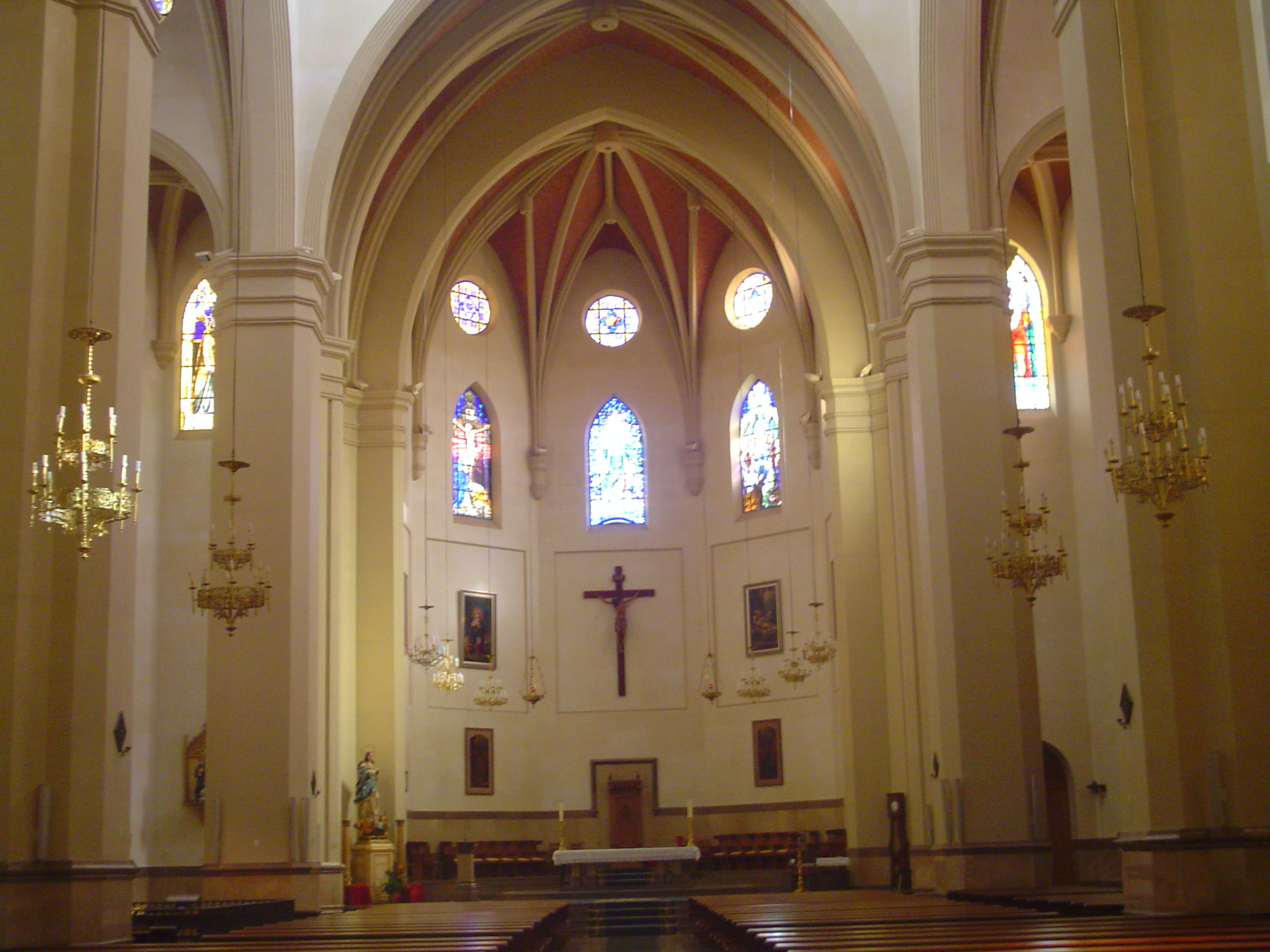
Blick in den Innenraum der Konkathedrale
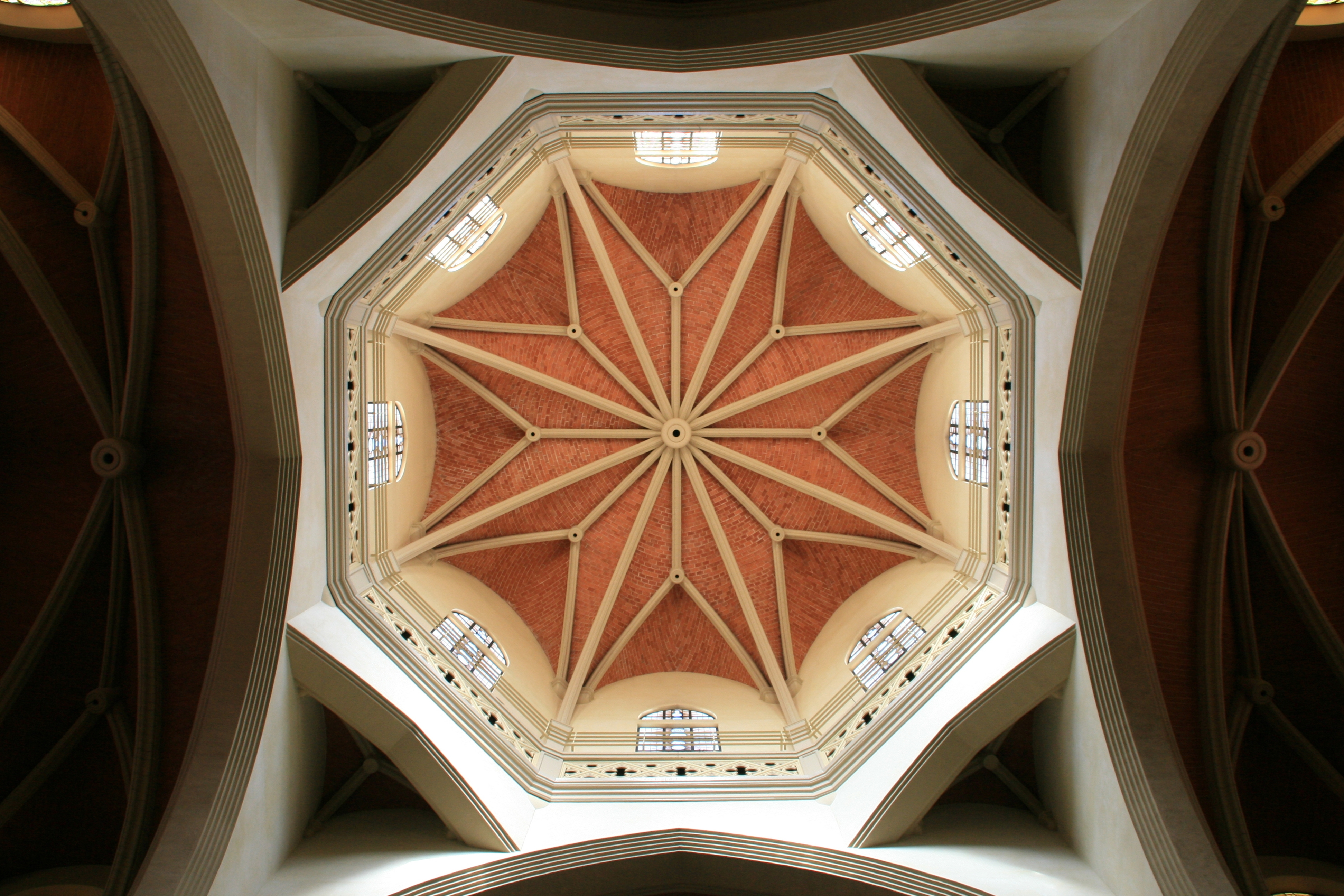
Blick in die Kuppel